# Söder, Arboga

Söder är en stadsdel i Arboga. Stadsdelen ligger söder om Arbogaån och begränsas av vägarna Västerleden och den gamla sträckningen av E18/E20.
Söder har förbindelse med centrala Arboga norr om Arbogaån via Centrumleden, Kapellgatan samt Herrgärdsgatan.
I stadsdelen finns Gäddgärdsskolan, en vårdcentral och äldreboende. Bebyggelsen består både av flerfamiljshus och villor.